# Cylindroiulus rubidicollis
Cylindroiulus rubidicollis är en mångfotingart som först beskrevs av Karl Wilhelm Verhoeff 1930.  Cylindroiulus rubidicollis ingår i släktet Cylindroiulus och familjen kejsardubbelfotingar. Inga underarter finns listade i Catalogue of Life.